# Dencső István (közgazdász)
Dencső István (Kéty, 1927 – Budapest, 2008. november 20.) magyar közgazdász, a Liszt Ferenc Zeneakadémia volt gazdasági igazgatója.

## Életpályája
Ujfalussy József és Dencső István múlhatatlan érdeme, hogy megküzdöttek a Zeneakadémia épületének rekonstrukciójának engedélyezéséért, pénzügyi hátterének biztosításáért, zavartalan lebonyolításáért.

## Írásai
- Dencső István: 75 éves a Zeneakadémia épülete. Muzsika, 1982. 9. szám, 41  - 43. old.
- Dencső István: Hangszereink, hangszergondjaink. Muzsika, 1972. 6. szám, 1 - 6. old.